# 阿拉巴馬州第七國會選區
阿拉巴馬州第七國會選區（英語：Seventh Congressional District of Alabama）是美国亚拉巴马州七個聯邦眾議員選區之一，始於1843年，2013年起位於該州的西部。
該選區在2000年以來的總統選舉一直支持民主黨，在眾議員選舉方面共和黨只有第88屆當選。現任當區議員是自2011年代表本區的、民主黨的特麗·塞維爾。她是第115屆國會代表阿拉巴馬州唯一一名民主黨籍聯邦眾議員，也是第一批循常規選舉當選的女性眾議員之一。